# Ctenochiton crematogastri
Ctenochiton crematogastri är en insektsart som beskrevs av Takahashi 1942. Ctenochiton crematogastri ingår i släktet Ctenochiton och familjen skålsköldlöss.
Artens utbredningsområde är Thailand. Inga underarter finns listade i Catalogue of Life.